# Paolo Meneguzzi
Paolo Meneguzzi, vlastním jménem Pablo Meneguzzo (* 6. prosince 1976 Stabio), je švýcarský zpěvák populární hudby, který je známý především v italské části Švýcarska, v Itálii a některých zemích latinské Ameriky.

## Život
Narodil se v obci Stabio, ve švýcarském kantonu Ticino v rodině Gomeze Meneguzziho a Loredany Pacchiani.
V roce 1996, kdy nebylo jméno Paolo Meneguzzi v Itálii ještě známé, vyhrál na hudebním festivalu Viña del Mar International Song Festival v Chile s písní „Aria, Ariò. Úspěch písně byl podnětem k vydání jeho debutového alba “Por Amor 27. března 1997. Paolo pokračoval v budování své kariéry vydáním dalšího alba Si enamorarse.
Italský debut Paola Meneguzziho se konal na Festivalu Sanremo v roce 2001. Jeho píseň Ed io non ci sto più“ mu získala sedmé místo v kategorii mladých zpěváků. Téhož roku vydal i album Un sogno nelle mani.
V roce 2007 se jeho píseň „Musica“ umístila na šestém místě na Festivalu Sanremo.
26. listopadu 2007 bylo oznámeno, že by Paolo mohl reprezentovat Švýcarsko na Eurovision Song Contest 2008 v srbském Bělehradu. Zúčastnil se druhého semifinále soutěže 22. května 2008, ale nedostal se do finále.

## Diskografie

### Alba pro švýcarský trh
- Un sogno nelle mani (2001)
- Lei è (2003)
- Lei è (druhé vydání, 2004)
- Favola (2005)
- Musica (2007)
- Live Musica Tour (2007)
- Corro via (2008)
- Miami (2010)
- Sei amore (2011)

### Alba pro mezinárodní trh
- Por amor (1997)
- Paolo (1998)
- Emociones (1999)
- Un sueño entre las manos (2001)
- Elle est (2004)
- Ella es (2006)
- Musica (2008)
- Corro via (2008)
- Miami (2010)
- Sei amore (2011)

### Singly
- Arià Ariò (1996)
- Sei la fine del mondo (1996)
- Ed io non ci sto più (2001)
- Mi sei mancata (2001)
- Quel ti amo maledetto (2001)
- In nome dell’amore (2002)
- Verofalso (2003)
- Lei è (2003)
- Guardami negli occhi (Prego) (2004)
- Baciami (2004)
- Una regola d’amore (2004)
- Non capiva che l’amavo (2005)
- Sara (2005)
- Lui e lei (2005)
- Musica (2007)
- Ti amo, ti odio (2007)
- Ho bisogno d’amore (2007)
- Grande (2008)
- Era stupendo (2008)
- Imprevedibile (2010)
- Se per Te (2010)
- Sei Amore (2011)
- Mi Missión (2011)